# Office Béninois de Recherches Géologiques et Minières
L'Office béninois de recherches géologiques et minières (OBRGM) est un établissement public placé sous l'autorité du ministère béninois de l’eau et des mines. À sa tête se trouve Alassane Osseni Inoussa qui en est l'actuel directeur général.

## Historique
L'OBRGM voit le jour par décret N° 1999-281 du 31 mai 1999  portant approbation des statuts de l'office béninois de recherches géologiques et minières.

## Missions et attributions
L'office béninois de recherches géologiques et minières a essentiellement pour missions de proposer, d'une part à l’État béninois, une carte des ressources minières disponibles dans le pays et, d'autre part, de faire des recherches, d'étudier et de promouvoir les gisements miniers disponibles sur le territoire béninois,,,,.